# مارتن كرامر
مارتن كرامر (بالإنجليزية: Martin Kramer)‏ (بالعبرية: מרטין קרמר‏) هو صحفي ومستشرق وعالم سياسة أمريكي وإسرائيلي، ولد في 9 سبتمبر 1954.